# Logone

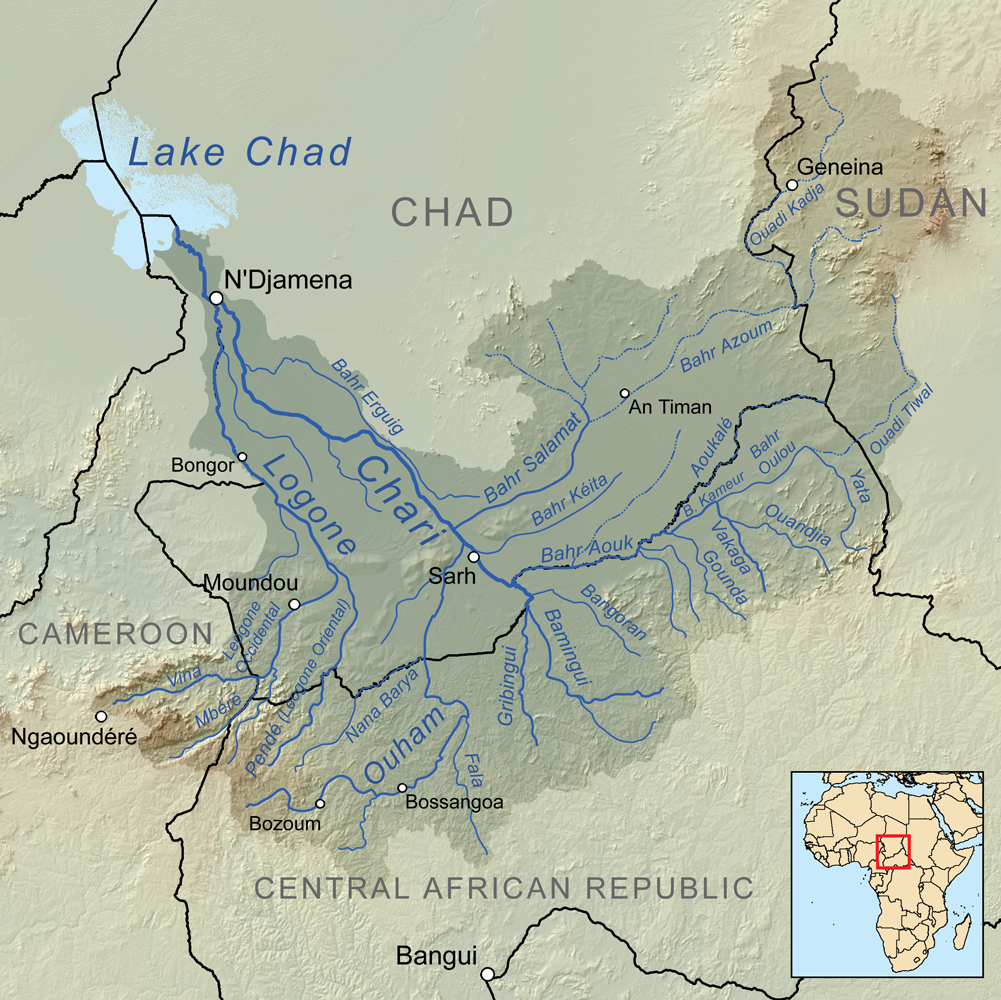
Logone på en karta över Charis avrinningsområde.

Logone är en flod i Tchad, med källor i Centralafrikanska republiken och Kamerun. Den är cirka 390 km lång och förenar sig med Chari vid N'Djamena. I floden finns gott om fisk. Logone utgör en del av gränsen mellan Tchad och Kamerun.